# Rugby Viadana
Rugby Viadana – włoski klub rugby union z siedzibą w Viadanie, mistrz Włoch, trzykrotny zdobywca pucharu Włoch.

## Historia
W październiku 1970 roku przy wielosekcyjnym klubie Vitellianense Cebogas Multisports powstała drużyna rugby założona przez byłych zawodników Rugby Parma. Trenowana przez Marcello Berselliniego zaczęła od najniższego szczebla rozgrywek – Serie D – by w 1978 roku, już pod wodzą Paolo Pavesi, awansować do Serie C. Rok 1981 przyniósł kolejny awans, tym razem do Serie B. Prezesurę objął Coppi Fiorenzo przy wsparciu nowego sponsora (Mondialpan), lecz trenowany przez Franco Berniniego zespół w tej klasie rozgrywek spędził tylko dwa lata. W wypadku samochodowym zginął natomiast wieloletni kapitan drużyny, Luigi Zaffanella, którego nazwiskiem został nazwany miejscowy stadion. W klubie pojawił się nowy sponsor (Svad), fotel prezesa objął Paul Benazzi i po kolejnych dwóch sezonach, w rozgrywkach 1985/86 notując piętnaście zwycięstw i tylko jedną porażkę, Viadana powróciła do Serie B. Kapitanem drużyny, która w 1987 r. osiągnęła historyczny pierwszy awans do Serie A2, był Fabrizio Nolli, a w zespole zaczęli pojawiać się obcokrajowcy, m.in. z Nowej Zelandii. Występy pośród dwudziestu czterech najlepszych drużyn kraju wymagały sporych nakładów finansowych, dlatego też klub pozyskał nowego sponsora (La Cassa di Risparmio di Reggio Emilia), jednak sezon 1989/90 przyniósł ostatnią w historii klubu relegację. W pierwszym sezonie w Serie B drużynę ponownie prowadził Paolo Pavesi, natomiast nowe władze klubu, z Fabrizio Nollim jako prezesem, uruchomiły działania, których celem miał być powrót zespołu do Serie A.
Rok 1990 wyróżnił się pozyskaniem sponsora – firmy Arix, która związana była z klubem przez kolejne siedemnaście lat, a trenerem na trzy sezony został były zawodnik tej drużyny, Walijczyk May Leighton. Po trzech latach, pod wodzą nowego prezesa, Silvano Melegari, zespół zyskał awans do Serie A2, gdzie spędził sześć sezonów. W tym czasie klub zaczął stawiać na dyscyplinę i profesjonalizm, drużynę prowadzili Gabriele Oselini, a następnie były selekcjoner reprezentacji Rumunii, Theodor Radulesco (1995–1998), a wśród zawodników znaleźli się m.in. reprezentant Tonga, Inoke Afeaki, a także późniejszy gwiazdor All Blacks – Tana Umaga. Po kilku próbach drużyna awansowała do najwyższej klasy rozgrywkowej w sezonie 1998/99, gdy szkoleniowcem został ponownie Franco Bernini. Sukces został jednak okupiony kolejną tragedią, gdyż kapitan drużyny, Battista Berra, podczas meczu pucharowego uległ wypadkowi, przez który zaczął poruszać się na wózku inwalidzkim. W swoim debiutanckim sezonie w Serie A1 Viadana odpadła w półfinałach ligi, jednak zdobyła Puchar Włoch.
W kolejnym sezonie drużyna uczestniczyła w European Challenge Cup i znów gościła w półfinałach ligi, jednak największy sukces przyszedł rok później wraz z wzmocnionieniem sztabu szkoleniowego przez Mike’a McCalliona, Jeffa Firehursta i Massimo Zaghiniego. Do play-off sezonu 2001/2002 Arix Viadana przystępował z pierwszego miejsca po fazie grupowej, w półfinale pokonał utytułowany Benetton Treviso, a w finale Calvisano, zostając mistrzem pierwszej edycji Super 10 – zmodyfikowanych rozgrywek o mistrzostwo Włoch. Został jednocześnie pierwszym zdobywcą scudetto, który nie miał swojej siedziby w stolicy prowincji. Po tym sezonie dotychczasowy trener, Franco Bernini, został dyrektorem technicznym klubu, a pieczę nad drużyną przejął Jerome Paarwater – kontrakt opiewał na trzy lata, lecz został rozwiązany po jednym sezonie. Zastąpił go Andrew Talaimanu, który również przy dwuletnim kontrakcie zrezygnował po pierwszym sezonie, następnie od sezonu 2004/2005 Stefano Romagnoli, a ostatnim trenerem klubu został w 2006 roku Jim Love, były trener New Zealand Māori i Tonga. Przez resztę dekady drużyna uczestniczyła w europejskich pucharach, a na krajowych boiskach tylko raz nie zakwalifikowała się do fazy play-off, natomiast trzykrotnie gościła w finale mistrzostw kraju (2007, 2009, 2010). Dodatkowo jeszcze dwukrotnie zdobyła Puchar Włoch – w 2003 i 2007 roku, a także jako jedyna włoska drużyna uczestniczyła w finale europejskich rozgrywek pucharowych przegrywając z Montpellier Hérault w finale European Shield w sezonie 2003/2004. Od 2007 roku drużynę sponsorował najdłużej nieprzerwanie funkcjonujący bank na świecie – Monte dei Paschi di Siena – i już pod nową nazwą zespół zdobył jedyny w swej historii Superpuchar Włoch.
Po serii porażek reprezentacji seniorów Federazione Italiana Rugby (FIR) w grudniu 2008 r. wyraziła zainteresowanie dołączeniem włoskich klubów do Ligi Celtyckiej w celu podniesienia jakości rugby w tym kraju. Swój akces do tych rozgrywek zgłosił klub Aironi stworzony wokół MPS Viadana, który objął 54% udziałów w nowym przedsięwzięciu. Pół roku później nastąpiła oficjalna akceptacja tej oferty ze strony FIR. Benetton Treviso i Aironi dołączyły zatem do rozgrywek w sezonie 2010/2011. W związku z tym w czerwcu 2010 ogłoszono, że Viadana nie będzie już rywalizować w gronie profesjonalnych klubów pozostawiając sobie jedynie drużyny juniorskie oraz amatorską drużynę seniorów. Zawodnicy, którzy nie przeszli do Aironi, oraz drużyna U-20 znaleźli się w nowo utworzonym klubie GranDucato Parma Rugby, stworzonym przez część udziałowców Aironi – kluby Rugby Colorno, Gran Parma Rugby oraz Rugby Viadana. Klub ten zatem bierze udział w ich imieniu w mistrzostwach kraju oraz rozgrywkach U-20.

## Sukcesy
- Mistrzostwo Włoch (1):  2001/2002
- Puchar Włoch (4):  1999/2000, 2002/2003, 2006/2007, 2012/2013
- Superpuchar Włoch (1):  2006/2007
- European Shield: finalista 2003/2004

## Występy w europejskich pucharach
| Sezon   | Rozgrywki | Mecze | Zwycięstwa | Remisy | Porażki | Punkty zdobyte | Punkty stracone |
| ------- | --------- | ----- | ---------- | ------ | ------- | -------------- | --------------- |
| 2000/01 | ECC       | 4     | 0          | 0      | 4       | 78             | 147             |
| 2001/02 | ECC       | 6     | 2          | 0      | 4       | 120            | 210             |
| 2002/03 | HC        | 6     | 0          | 0      | 6       | 128            | 348             |
| 2003/04 | ECC       | 2     | 1          | 0      | 1       | 41             | 61              |
| 2003/04 | ES        | 7     | 5          | 0      | 2       | 250            | 166             |
| 2004/05 | ECC       | 4     | 3          | 0      | 1       | 184            | 50              |
| 2005/06 | ECC       | 6     | 0          | 0      | 6       | 81             | 244             |
| 2006/07 | ECC       | 6     | 2          | 0      | 4       | 114            | 145             |
| 2007/08 | HC        | 6     | 0          | 0      | 6       | 106            | 208             |
| 2008/09 | ECC       | 6     | 3          | 0      | 3       | 120            | 126             |
| 2009/10 | HC        | 6     | 0          | 0      | 6       | 83             | 295             |

## Sezony ligowe
| Sezon   | Pozycja                        | Uwagi             |
| 1970/71 | 4. miejsce w grupie C Serie D  |                   |
| 1971/72 | 1. miejsce w grupie C Serie D  |                   |
| 1972/73 | 12. miejsce w grupie C Serie D |                   |
| 1973/74 | 9. miejsce w grupie C Serie D  |                   |
| 1974/75 | 4. miejsce w grupie C Serie D  |                   |
| 1975/76 | 7. miejsce w grupie C Serie D  |                   |
| 1976/77 | 8. miejsce w grupie C Serie D  |                   |
| 1977/78 | 3. miejsce w grupie C Serie D  | Awans do Serie C  |
| 1978/79 | 2. miejsce w grupie D Serie C  |                   |
| 1979/80 | 4. miejsce w grupie E Serie C  |                   |
| 1980/81 | 2. miejsce w grupie E Serie C  | Awans do Serie B  |
| 1981/82 | 4. miejsce w grupie E Serie B  |                   |
| 1982/83 | 8. miejsce w grupie B Serie B  | Spadek do Serie C |
| 1983/84 | 4. miejsce w grupie C Serie C  |                   |
| 1984/85 | 1. miejsce w grupie C Serie C  | Awans do Serie B  |
| 1985/86 | 4. miejsce w grupie C Serie B  |                   |
| 1986/87 | 3. miejsce w grupie A Serie B  | Awans do Serie A2 |
| 1987/88 | 6. miejsce w Serie A2          |                   |
| 1988/89 | 11. miejsce w Serie A2         | Spadek do Serie B |
| 1989/90 | 6. miejsce w grupie A Serie B  |                   |

| Sezon   | Pozycja                        | Uwagi                                   |
| 1990/91 | 4. miejsce w grupie A Serie B  |                                         |
| 1991/92 | 2. miejsce w grupie B Serie B  |                                         |
| 1992/93 | 1. miejsce w grupie A Serie B  | Awans do Serie A2                       |
| 1993/94 | 3. miejsce w grupie B Serie A2 |                                         |
| 1994/95 | 6. miejsce w grupie A Serie A2 |                                         |
| 1995/96 | 5. miejsce w grupie B Serie A2 |                                         |
| 1996/97 | 1. miejsce w grupie B Serie A2 |                                         |
| 1997/98 | 7. miejsce w Serie A2          |                                         |
| 1998/99 | 2. miejsce w Serie A2          | Awans do Serie A1                       |
| 1999/00 | 2. miejsce w Serie A1          | Półfinał mistrzostw – Puchar Włoch      |
| 2000/01 | 4. miejsce w Serie A1          | Półfinał mistrzostw                     |
| 2001/02 | 1. miejsce w Super 10          | Mistrzostwo Włoch                       |
| 2002/03 | 3. miejsce w Super 10          | Półfinał mistrzostw – Puchar Włoch      |
| 2003/04 | 3. miejsce w Super 10          |                                         |
| 2004/05 | 3. miejsce w Super 10          |                                         |
| 2005/06 | 5. miejsce w Super 10          |                                         |
| 2006/07 | 2. miejsce w Super 10          | Finał mistrzostw – Puchar Włoch         |
| 2007/08 | 3. miejsce w Super 10          | Półfinał mistrzostw – Superpuchar Włoch |
| 2008/09 | 3. miejsce w Super 10          | Finał mistrzostw                        |
| 2009/10 | 1. miejsce w Super 10          | Finał mistrzostw                        |